# Балатонска операция
Балатонската операция или Операция „Пролетно събуждане“ (на немски: Unternehmen Frühlingserwachen) е последната голяма настъпателна операция на Нацистка Германия през Втората световна война, извършена между 6 и 16 март 1945 г. Операцията е извършена в Унгария, на Източния фронт. Започната е от германците при висока секретност на 6 март. Те започват да атакуват в района около езерото Балатон. Тук се намират някои от залежите на нефт, които все още са достъпни за нацистите. В операция „Пролетно събуждане“ участват много от германските части, разбити в Арденската офанзива на Западния фронт, включително и 6-а СС танкова армия.